# Fatma Toptaş
Fatma Toptaş (* 1982 in Mersin) ist eine türkische Schauspielerin.
Fatma Toptaş ist im Sauerland in Meschede aufgewachsen und mit 13 Jahren in die Türkei gezogen.
Sie wurde in der Theaterabteilung des Müjdat Gezen Kulturzentrums in Istanbul ausgebildet. Im Jahr 2007 hatte sie Gastauftritte in den Fernsehserien Bıçak Sırtı, Doktorlar und Çok Özel Tim.
Im Jahr 2008 spielte sie in der Filmkomödie Recep İvedik die Rolle der Sibel, der Jugendliebe der von Şahan Gökbakar dargestellten Titelfigur. Im selben Jahr war sie in der Filmkomödie Avanak kuzenler als Dorfschönheit  Melike zu sehen, die von den drei Hauptfiguren Tankut, Serkan und Neco umworben wird.